# 比利贝尔克洛
比利贝尔克洛（法語：Billy-Berclau，法語發音：[bili bɛʁklo]）是法国上法蘭西大區加来海峡省的一个市镇，属于贝蒂讷区。

## 地理
比利贝尔克洛（50°31'8"N, 2°52'3"E）面积7.41 平方千米，位于法国上法蘭西大區加来海峡省，该省份为法国北部沿海省份，西北濒北海，南至索姆省，东临北部省。
与比利贝尔克洛接壤的市镇（或旧市镇、城区）包括：马尔基伊、万格勒、博万、昂泰、韦普地区桑甘、萨洛梅、杜夫兰、默尔尚。
比利贝尔克洛的时区为UTC+01:00、UTC+02:00（夏令时）。

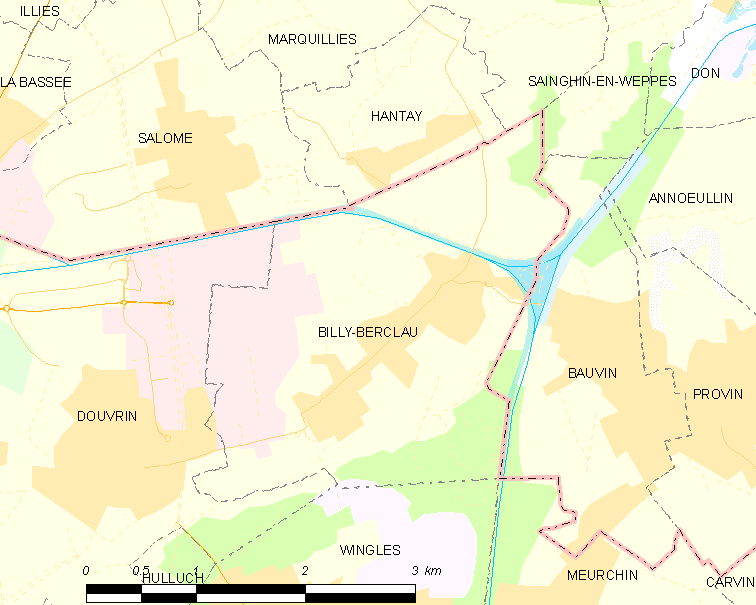
比利贝尔克洛的OSM定位图

## 行政
比利贝尔克洛的邮政编码为62138，INSEE市镇编码为62132。

## 政治
比利贝尔克洛所属的省级选区为杜夫兰县。

## 人口

1962-2008年间比利贝尔克洛人口变化图示

比利贝尔克洛于2022年1月1日时的人口数量为5076人。